# Viorica Neculai
Viorica Neculai-Ilica (Vorniceni, 6 de febrero de 1967) es una deportista rumana que compitió en remo.
Participó en los Juegos Olímpicos de Barcelona 1992, obteniendo una medalla de plata en la prueba de ocho con timonel. Ganó cuatro medallas en el Campeonato Mundial de Remo entre los años 1989 y 1993.

## Palmarés internacional
| Juegos Olímpicos   | Juegos Olímpicos         | Juegos Olímpicos  | Juegos Olímpicos   |
| Año                | Lugar                    | Medalla           | Prueba             |
| ------------------ | ------------------------ | ----------------- | ------------------ |
| 1992               | Barcelona (España)       | Medalla de plata  | Ocho con timonel   |
| Campeonato Mundial |                          |                   |                    |
| Año                | Lugar                    | Medalla           | Prueba             |
| 1989               | Bled (Yugoslavia)        | Medalla de oro    | Ocho con timonel   |
| 1989               | Bled (Yugoslavia)        | Medalla de bronce | Cuatro sin timonel |
| 1991               | Viena (Austria)          | Medalla de bronce | Ocho con timonel   |
| 1993               | Račice (República Checa) | Medalla de oro    | Ocho con timonel   |